# Pomnik ks. Jana Twardowskiego
Pomnik ks. Jana Twardowskiego – pomnik ks. Jana Twardowskiego przy Krakowskim Przedmieściu w Warszawie w pobliżu kościoła sióstr Wizytek.

## Opis
Autorem rzeźby plenerowej wykonanej w brązie jest rzeźbiarz Wojciech Gryniewicz. Powstawała ona przez 7 miesięcy i waży 380 kg. Koszt realizacji ławeczki to 100 000 zł.
Fundatorem pomnika jest Instytut Papieża Jana Pawła II i Związek Powstańców Warszawskich. Na pomnik, oprócz całopostaciowej rzeźby ks. Twardowskiego, składa się również ławeczka, na której można usiąść, nacisnąć specjalny klawisz i posłuchać kilku wierszy, które mówi sam ks. Twardowski.
Na ławeczce widnieje napis – fragment wiersza ks. Twardowskiego:

Można odejść na zawsze, by stale być blisko.
ks. Jan Twardowski

Odsłonięcia pomnika dokonali 10 października 2013 szef Kancelarii Prezydenta RP Jacek Michałowski i wiceprezydent Warszawy Jacek Wojciechowicz. W uroczystości wzięli udział m.in.: metropolita warszawski kard. Kazimierz Nycz, wojewoda mazowiecki Jacek Kozłowski, minister Jan Stanisław Ciechanowski, Maja Komorowska, Anna Nehrebecka, Anna Hozakowska (Związek Powstańców Warszawy), ks. Aleksander Seniuk (Rektor Klasztoru Sióstr Wizytek). Podczas uroczystości wiersze recytowali aktorzy: Anna Seniuk, Agnieszka Grochowska i Cezary Żak.